# MPSV (navire)
| Sigles de 2 caractères   |
| Sigles de 3 caractères   |
| ► Sigles de 4 caractères |
| Sigles de 5 caractères   |
| Sigles de 6 caractères   |
| Sigles de 7 caractères   |
| Sigles de 8 caractères   |

MPSV (sigle signifiant MultiPurpose Supply Vessel) désigne un type de navire de ravitaillement offshore dont la fonction principale est la pose d'éléments sous marins tels que des têtes de puits ou des jumpers (bretelles).
Ils sont équipés de grues puissantes pourvues d'un système de compensation de houle, de robots sous marins (ROV) qui permettent des interventions à grande profondeur jusqu'à 2 000 mètres, voire plus. Leur surface de pont est souvent conséquente. Ils sont équipés de systèmes de positionnement dynamique redondants de classe DP2 au minimum, et très souvent de classe DP3.